# Ruta (bollspel)

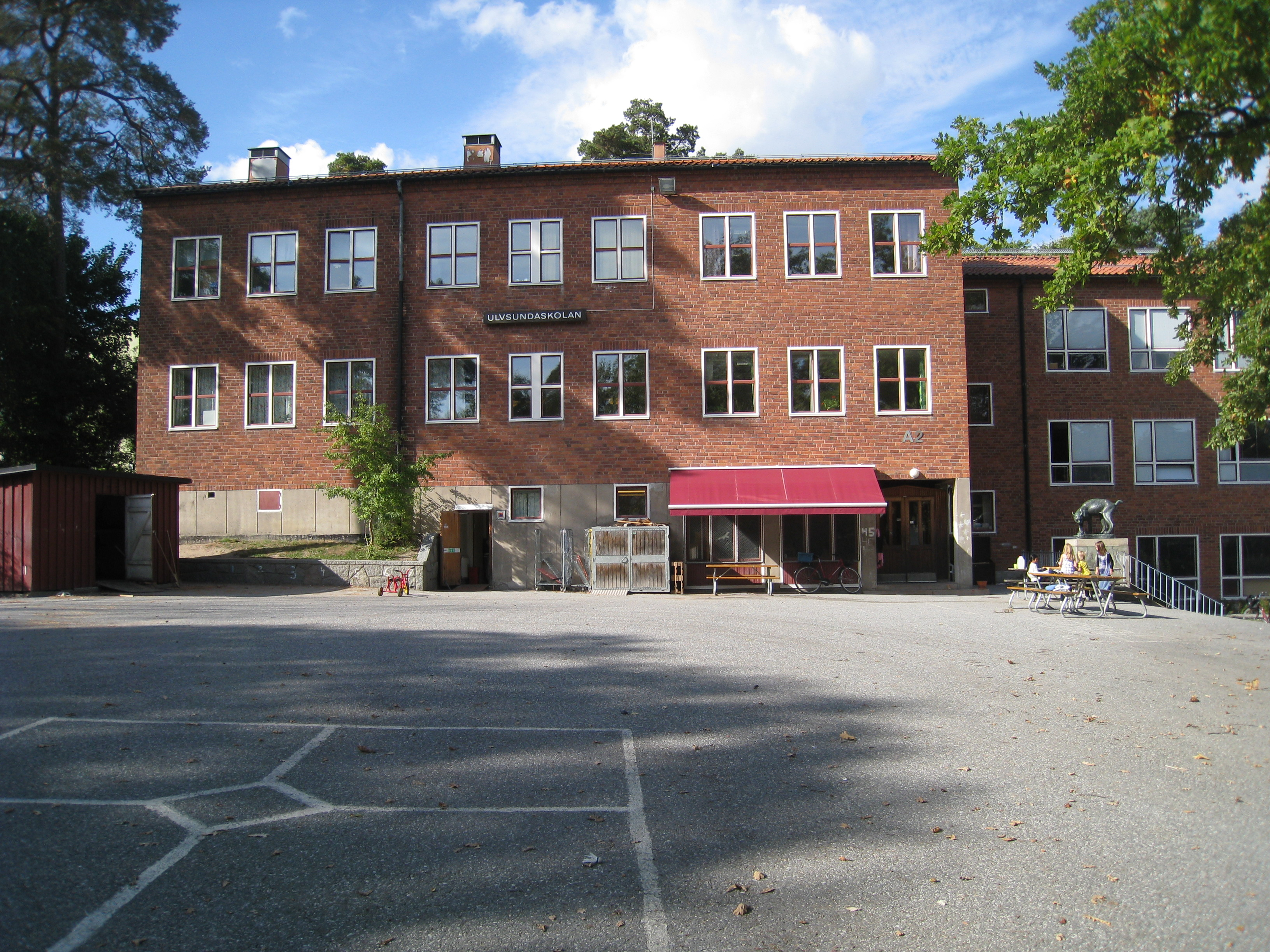
En spelplan på Ulvsundaskolans skolgård.

Ruta, även king, king out, bengtboll eller kingboll, är ett bollspel avsett för fyra spelare. Det är vanligt förekommande på skolgårdar.

## Namnet
Leken har historiskt och under lång tid kallats för nigger, vilket även användes som öknamn på förloraren. Från och med 1970-talet började den benämningen ersättas av ordet nogger, men nigger finns dokumenterat åtminstone på 2010-talet.

## Spelidé

Ett exempel på en typisk spelplan med en cirkelformad "frizon" i mitten.

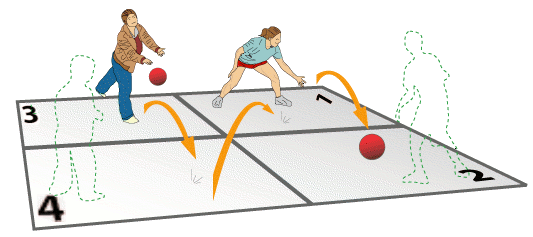
Spelidé.

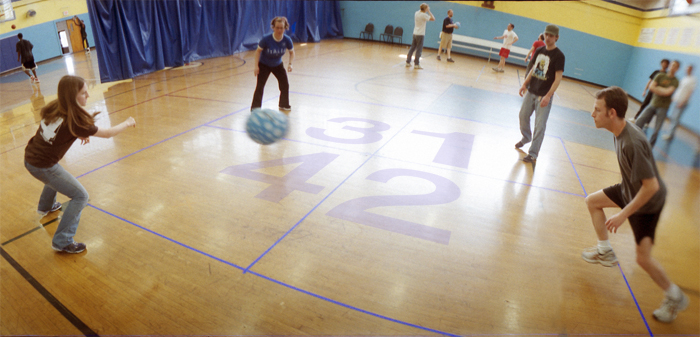

Spelplanen består av en stor kvadratiskt formad ruta, som är uppdelad i fyra mindre rutor. I mitten av planen, där de mindre rutornas inre hörn möts kan det finnas en cirkel eller en mindre kvadrat som markerar den så kallade "frizonen". Målet är att slå ut kungen och avancera i spelrutorna.
Rutorna är rangordnade i:
1. Kung (som är det bästa man kan vara, det är även kungen som har äran att serva när någon har åkt ut och man börjar om)
2. Drottning (som blir kung om kungen slås ut)
3. Knekt (som blir drottning om kungen eller drottningen slås ut)
4. Bonde (som blir knekt om kungen, drottningen eller knekten slås ut)

Som spelare har man till uppgift att slå ut sina motspelare genom att få bollen att studsa på en motspelares ruta och ut utanför spelplanen, alternativt att bollen nuddar motspelaren och går utanför spelplanen. Som boll kan man använda exempelvis en basketboll, fotboll, tennisboll eller studsboll.

### Regler
- Spelet spelas med 1 i varje ruta och fred eller lagspel är ej tillåtet.
- Rutor och gränser: Som spelare kan man röra sig fritt på sin egen ruta och utanför spelplanen. Man får inte trampa på en motspelares ruta. Att trampa på en motspelares ruta kallas för övertramp och innebär utslagning.
- Serve och smash: Spelaren som servar håller bollen med händerna och studsar sedan bollen på sin egen ruta eller i frizonen till en motspelares ruta eller direkt till en motspelare, som sedan spelar bollen vidare genom att antingen greppa bollen och serva till en annan spelare eller smasha den i någon annans ruta utan att greppa bollen. Bollen som servas behöver inte nudda motståndarens ruta, utan det räcker med att någon motspelare rör vid bollen. Om bollen vid serve hamnar utanför spelplanen så blir den som servade utslagen.
- Bollstuds och tillslag: När en spelare tar emot bollen får bollen studsa på spelarens egen ruta och spelaren får sedan serva till en annan spelare. Om bollen börjar att studsa på spelarens ruta eller om spelaren inte har rört vid bollen någon annanstans på planen så är det fritt fram att smasha såvida spelaren har minst en fot i sin egen ruta och inte är i någon annan spelares ruta.
- Rullning: Om bollen kommer i rullning på spelplanen och går utanför spelområdet blir spelaren som sist tillslagit bollen utslagen, om inte någon annan spelare reflexmässigt tar bollen och på så sätt räddar spelaren som satt bollen i rullning.
- Frizonen: Frizonen är ett område där det är fritt för bollen att studsa och för spelarna att befinna sig på så länge de har en fot i sin egen ruta.